# Progreso (Uruguay)
Progreso è una città dell'Uruguay, situata nel Dipartimento di Canelones.